# NGC 1554
NGC 1554 је двојна звезда у сазвежђу Бик која се налази на NGC листи објеката дубоког неба.
Деклинација објекта је + 19° 31' 16" а ректасцензија 4h 21m 43,5s. Привидна величина (магнитуда) објекта NGC 1554 износи 9,0. NGC 1554 је још познат и под ознакама LBN 817, CED 32A, Struve's Lost nebula.